# Klavreströms herrgård
Klavreströms Herrgård ligger vid ett tidigare järnbruk i Nottebäcks socken i Uppvidinge kommun, Kronobergs län, Småland. 

## Historia
Bergsrådet Johan Lorentz Aschan i Lessebo köpte bruket 1811. Det var också han som 1833 lät uppföra den nuvarande herrgårdsbyggnaden för sin sons räkning, löjtnanten J L Aschan. Herrgården har en uppskattad storlek på 600-700 kvm. Kapten Johan Melcher Ekströmer köpte bruket på 1880-1890-talet. Han ägde även Fågelfors och stora skogstillgångar runt om herrgården, och kunde säkra tillgången för träindustrin där. Hans son, juristen Ivar Ekströmer tog över bruket 1908 och 1911 blev han fabrikör för det nybildade ekströmerska familjebolaget AB Klavreströms bruk som bestod fram till 1961. Runt 1970-1973 uteblev herrgården ur familjen Ekströmers ägo. Mellan 1983 och 1985 upprättades ett museum och ett STF vandrarhem.